# Bertrand Lacarelle
Œuvres principales
- Jacques Vaché
- Arthur Cravan, précipité
- La Taverne des ratés de l'aventure
- "Ultra-Graal"

Bertrand Lacarelle, né en 1978 à Angers, est un essayiste et éditeur français.

## Biographie
Bertrand Lacarelle est éditeur chez Gallimard.
En 2005, il publie son premier essai littéraire qui est consacré à Jacques Vaché.
En 2008, il réalise pour la Nouvelle Revue française (nº 587) un dossier sur Arthur Cravan et obtient la Bourse Cioran du CNL.
En 2010, son deuxième essai porte sur Arthur Cravan. En 2013, il a coordonné le dossier sur Cravan qui occupe l'intégralité de la revue La Règle du jeu no 53.
En 2015, il publie un livre entre essai et récit, qui s'inspire de Stanislas Rodanski et des « ratés de l'aventure ».
En 2020, son quatrième ouvrage exhorte à redécouvrir Le Livre du Graal, roman-cathédrale du XIIIe siècle français.

## Essais
- Jacques Vaché, Paris, Grasset, 2005.
- Arthur Cravan, précipité, Paris, Grasset, 2010. Prix de l'Académie.
- La Taverne des ratés de l'aventure, Paris, Pierre-Guillaume de Roux éditeur, 2015.
- Ultra-Graal, Paris, Pierre-Guillaume de Roux éditeur, 2020.

### Revues
- Nouvelle Revue française, no 587, Dossier sur Arthur Cravan réalisé par Bertrand Lacarelle (textes autobiographiques inédits, poèmes inédits), Gallimard, octobre 2008.
- La Règle du jeu, no 53, Dossier « Arthur Cravan est vivant ! » (textes, photos, documents d'archives inédits), dirigé par Bertrand Lacarelle, Grasset, octobre 2013.

### Édition
- Arthur Cravan, Pas Maintenant : 35 lettres inédites à Sophie Treadwell suivi de la nouvelle édition de « Notes » d'après manuscrit, établi par Bertrand Lacarelle, Grenoble, Éditions Cent Pages, 2014.
- Very Boxe, 15 photographies inédites d'Arthur Cravan et Jack Johnson, texte de Bertrand Lacarelle, tirage limité à 500 exemplaires, Orbis Pictus Club, 2014.
- Adieu, je pars à la gare, 35 lettres inédites d'Arthur Cravan à Sophie Treadwell, notes de Bertrand Lacarelle, Grenoble, Éditions Cent Pages, 2016.  (ISBN 978-2-916390-65-9)